# VR Dr19
Die Baureihe Dr19 sind vierachsige dieselelektrische Lokomotiven, die seit 2022 von dem finnischen Logistikkonzern VR-Yhtymä (VR) beschafft werden. Es wurden 60 Stück bestellt. Dazu besteht eine Option über den Kauf von 100 weiteren Lokomotiven.

## Geschichte
VR möchte die Wirtschaftlichkeit auf Rangierbahnhöfen, in Frachtterminals und auf nicht elektrifizierten Strecken, die 45 Prozent des finnischen Streckennetzes bilden, verbessern. Dazu wurde ein Vertrag mit Stadler Rail über die Lieferung von 60 dieselelektrischen Lokomotiven im Wert von rund 200 Millionen Euro unterzeichnet. Dieser Vertrag enthält zudem eine Option für die Instandhaltung durch den Hersteller.
Die erste Lokomotive traf am 1. Februar 2022 Hafen von Hanko ein und wurde am 2. Februar 2022 nach Tampere transportiert. Sie wird ein umfangreiches Testprogramm durchlaufen. 2022 werden insgesamt fünf Lokomotiven ausgeliefert. Die ersten Lokomotiven werden 2023 in den planmäßigen Verkehr gehen. Bis 2026 sollen alle Lokomotiven einsatzbereit sein. Dr19 2832 traf am 18. April 2022 in Hanko ein.
Die Dr19 2833 befand sich seit dem 27. April 2022 zu Testzwecken in der RTA-Klimakammer in Wien und wurde am 11. Juli in Hanko angeliefert. Die beiden letzten Prototypen, Dr19 2834 und 2835, trafen im Dezember 2022 in Finnland ein. Die Lokomotiven Dr19 2831–2835 erhielten im Dezember 2022 Einsatzgenehmigungen von Traficom. Ab dem 3. Mai 2023 sind die Lokomotiven im Regelbetrieb eingesetzt.
Dr19 2836–2838 wurden am 5. September 2023 angeliefert und von Hanko nach Tampere gebracht. Am 7. November folgten dann Dr19 2839–2841 sowie am 8. Dezember Dr19 2842–2844.

## Technik
Die Lokomotiven mit Mittelführerstand können für Güter- und Reisezüge in Einzel- oder Mehrfachtraktion mit bis zu drei Lokomotiven eingesetzt werden. Daneben sollen sie im Rangierdienst Verwendung finden. Sie lösen ältere Fahrzeuge aus den 1960er bis 1980er Jahren ab.
Die Dr19 sind mit Funkfernsteuerung, ETCS-Baseline 3 mit lokalem STM-ATP-Sicherheitssystem und einem Fahrzeugsteuerungssystem ausgestattet, das Ferndiagnoseelemente umfasst. Das Wechselstromantriebssystem besitzt einen Wechselrichter pro Achse.
Die Lokomotiven haben eine maximale Anfahrzugkraft von 346 kN und werden so gebaut, dass sie bis zu Temperaturen von −40 °C einsatzfähig sind.
Ein Ersatz der Dieselmotoren durch „grüne“ Energieträger ist zukünftig möglich.

## Betrieb
Die Baureihe hat am 7. Dezember 2022 die Typzulassung erhalten. Im Januar und Februar 2023 fuhren die Lokomotiven Probezüge bis nach Kolari. 60 Lokomotiven wurden verbindlich bestellt, zusätzlich besteht eine Option auf 100 Lokomotiven. Der Fortschritt der Bahnelektrifizierung und das Ende des Verkehrs nach Osten über die nicht elektrifizierte Niirala-Strecke reduziert den Bedarf an Diesellokomotiven, so dass die Option möglicherweise nicht genutzt wird. Den Plänen zufolge können einer oder beide Dieselmotoren der Lokomotive durch Batterien ersetzt werden, in diesem Fall würde es eine Batterie-Hybrid- oder eine Vollbatterie-Lokomotive werden.
Der erste Einsatz der Baureihe Dr19 mit einem planmäßigen Reisezug erfolgte durch Dr19 2834 in der Nacht vom 16. auf den 17. November 2023, als sie den Nachtexpresszug 276 von Kola nach Oulu beförderte.
Bei strengem Frost reicht die Leistung des Heizwagens nicht aus, um den gesamten Zug zu heizen. In diesem Fall kann die Dr19 nicht verwendet werden, es muss auf die Baureihe Dr16 zurückgegriffen werden.
Die Heizwagen werden mit neuen Dieselgeneratoren ausgerüstet, die allerdings eine neue Inbetriebnahmegenehmigung erfordern. Beim Güterzugeinsatz in Nordfinnland sind Softwareprobleme aufgetreten, die bei früheren Testfahrten nicht erkannt wurden. Die Probleme sind bereits behoben.